# KASCADE-Grande
KASCADE-Grande (Akronym für KArlsruhe Shower Core and Array DEtector-Grande) war ein Experiment auf dem Gebiet der Astroteilchenphysik des Forschungszentrums Karlsruhe (heute Karlsruher Institut für Technologie). Es bestand aus einem bodengebundenen Netz von 252 Detektorstationen, mit dem ausgedehnte Luftschauer vermessen wurden, die durch die Reaktion von hochenergetischer kosmischer Strahlung mit unserer Erdatmosphäre entstehen. Ziel des Experimentes war die indirekte Vermessung des Energie- und Masse-Spektrums der kosmischen Strahlung im Energiebereich von 1014–1018 eV.
KASCADE-Grande war die Erweiterung des ursprünglichen, 1996 gestarteten KASCADE-Experiments.
Die Datenaufnahme des KASCADE-Grande-Experiments begann 2003 und endete offiziell am 30. März 2009. Im Jahr 2013 wurde das Experiment abgebaut. Ein Teil der Detektoren wird nun an anderen Experimenten für Luftschauer verwendete, z. B. bei LOFAR oder Tunka.
Im KASCADE Cosmic-Ray Data Center (KCDC) wurden die Messdaten des Experiments mittlerweile öffentlich zugänglich gemacht.

## Übersicht
Das Experiment war auf dem Grundstück des Forschungszentrums aufgebaut. Es gab ein dicht bestücktes, rechteckiges Kernfeld, das aus dem Vorgänger-Experiment KASCADE bestand. Es war eingebettet in ein größeres rechteckiges Feld mit größeren Abständen zwischen den einzelnen Detektorstationen.
Die einzelnen Stationen enthielten jeweils verschiedene Teilchendetektoren (Plastik- bzw. Flüssigszintillatoren mit Photomultipliern), die für die myonische und elektromagnetische Komponente eines ausgedehnten Luftschauers sensibel sind. Von jeder Station vermessen wurden jeweils Teile eines Luftschauers, die Messwerte wurden in Echtzeit zentral zusammengeführt und auf interessante Ereignisse gefiltert. Wichtige lokale Messgrößen waren die Teilchendichte, die Ankunftszeit und das Myon-zu-Elektronen-Verhältnis.
Auf dem gleichen Gelände befand sich außerdem das LOPES-Experiment. LOPES maß die Radioemission von Luftschauern mit Antennen, die innerhalb des KASCADE-Grande-Experiments aufgebaut waren.

## Masse- und Energie-Bestimmung der kosmischen Strahlung
Mit dem Experiment ließ sich die Energie und Masse der kosmischen Strahlung nur indirekt über ihren Einfluss auf die Schauerentwicklung und -form bestimmen. Ein wichtiges Standbein der dazu nötigen Rekonstruktion sind detaillierte Computersimulationen der in der Erdatmosphäre ablaufenden Vorgänge, die zur Ausbildung eines spezifischen Schauers führen. Da die Schauer von Natur aus selbst für identische Teilchen stark fluktuieren, ist die Rekonstruktion nur auf statistischer Basis möglich.

### Computer-Simulationen
Durch ausgiebige Computersimulationen mit dem Karlsruher Schauersimulator CORSIKA lassen sich Beziehungen zwischen der gemessenen Schauerform auf dem Erdboden und der Masse und Energie des erzeugenden Primärteilchens herstellen. Ein Problem ist hierbei, dass die Computersimulation dabei die Reaktion von Teilchen mit so hoher Energie berechnen muss, dass sie von noch keinem Hochenergie-Experiment der Welt bisher vermessen worden sind. Um die Simulation trotzdem durchzuführen, wird eine Auswahl von extrapolierten Reaktions-Modellen benutzt, die jedoch alle auf unterschiedlichen Annahmen aufbauen und in ihren Vorhersagen leicht variieren. Aufgrund dieser Unterschiede in den Modellen trägt die rekonstruierte Energie und Masse zusätzlich zur statistischen Unsicherheit und Messunsicherheit auch noch eine systematische Unsicherheit.

### Rekonstruktion der Schauerform
In einem ersten Schritt wird mit den lokalen Daten der einzelnen Stationen die Form des Schauers rekonstruiert. Aus den leicht variierenden Ankunftszeiten der einzelnen Stationen lässt sich bereits die Richtung des Primärteilchens bestimmen, da die Schauerfront senkrecht zur Flugrichtung des Primärteilchens steht. Die Front ist zudem leicht gekrümmt: auch diese Krümmung wird aus den Ankunftszeiten rekonstruiert. Die an den Netzpunkten aufgenommene Teilchendichte wird an eine vom Schauerzentrum ausgehende, radiale Dichte-Funktion angepasst, deren Form aus Computersimulationen bestimmt wurde.

### Rekonstruktion des Primärteilchens
Aus den rekonstruierten Schauerdaten lässt sich nun die Energie und Masse des erzeugenden kosmischen Teilchens ableiten. Die Energie wird über die radiale Dichte-Funktion bestimmt, wobei die Umrechnung wiederum von den Simulationsergebnissen abhängt. Um die Masse zu rekonstruieren, wird das Myonen-zu-Elektronen-Verhältnis und die Frontkrümmung herangezogen.